# Distretto di Kita-Adachi
Il distretto di Kita-Adachi (北足立郡, Kita-Adachi-gun?) è uno dei distretti della prefettura di Saitama, in Giappone.
Attualmente fa parte del distretto solo il comune di Ina.
| Controllo di autorità | VIAF (EN) 146637442 · LCCN (EN) n84237660 · J9U (EN, HE) 987007562367105171 · NDL (EN, JA) 00287639 |